# Olof Palme
Sven Olof Joachim Palme (30. ledna 1927 Stockholm – 28. února 1986 Stockholm) byl švédský politik, v letech 1969–1986 předseda sociální demokracie a dvojnásobný předseda vlády Švédska mezi roky 1969–1976 a 1982–1986, jehož život byl ukončen atentátem při návratu z kina, v době kdy stále zastával úřad premiéra.

## Osobní život
Narodil se roku 1927 ve stockholmském Östermalmu do luteránské konzervativní rodiny z vyšší střední třídy. Otec Gunnar Palme (1886–1934) byl podnikatel s nizozemskými předky, v letech 1932–1934 generální ředitel firmy Lifförsäkrings AB Thule. Zemřel, když bylo synovi šest let. Matka Elisabeth von Knieriemová měla kořeny v rodině německých obchodníků na Baltu. Její praděd byl v roce 1814 povýšen ruským carem Alexandrem I. Do Švédska přicestovala roku 1915 jako uprchlice. Palmeho praděd Alexander von Knieriem (1837–1904) vykonával funkci generálního prokurátora v ruském Senátu, tehdejším legislativním, soudním i výkonném orgánu ruských carů.
Jeho starším bratrem byl právník Claës Palme, který se specializoval na mořské právo.
Olof Palme získával základní vzdělání od soukromých učitelů. V dětství se naučil anglicky a německy. Po dokončení střední školy Sigtunaskolan Humanistiska Läroverket, přešel v sedmnácti letech na Stockholmskou univerzitu. V lednu 1945 byl povolán do armády, kde další dva roky odsloužil povinnou službu u svealandského dělostřeleckého regimentu. V roce 1956 se stal kapitánem v záloze. V březnu 1947 nastoupil ke studiu univerzity.
V letech 1947–1948 absolvoval stipendijní pobyt na ohijské Kenyon College, kde získal bakalářský titul (B.A.). Napsal také kritickou esej na Hayekovu Cestu do otroctví. Následně autostopem procestoval Spojené státy a Mexiko. Později při opakovaných návštěvách Ameriky připomínal, že právě Spojené státy z něj učinily socialistu.
Po návratu do Švédska se vrátil na Stockholmskou univerzitu ke studiu práva a v roce 1949 vstoupil do Sociální demokracie. Roku 1952 byl zvolen prezidentem Švédské národní unie studentstva. Zaměřoval se především na mezinárodní vztahy a poznával Evropu.
Při poúnorové návštěvě Prahy se Olaf Palme seznámil s Jelenou Rennerovou, jejíž otec byl právník Jan Renner, bývalý poradce československého expremiéra Karla Kramáře a národní demokrat. Její děd Josef Seifert se stal prvorepublikovým senátorem. Pár spolu uzavřel účelové manželství, aby mohla Češka emigrovat do zahraničí. Švédský historik Henrik Bergren uvedl, že sňatek byl proveden korespondenčně, na dálku v prosinci 1948 během Palmeho londýnské cesty na studentský sněm. Ve Švédsku jí zajistil byt a formální manželský svazek rozvázali až v roce 1952, aby se vyhnuli podezření z účelovosti. Jana Palmeová se stala lékařkou a podruhé se vdala; přijala příjmení Zetterstromová.
Podruhé se oženil 9. června 1956 s dětskou psycholožkou Lisbet Christinou Beckovou-Friisovou, která v letech 1990–1991 byla předsedkyní UNICEF. Do manželství se narodili tři synové Joakim, Mårten a Mattias Palmeovi.

## Politická kariéra

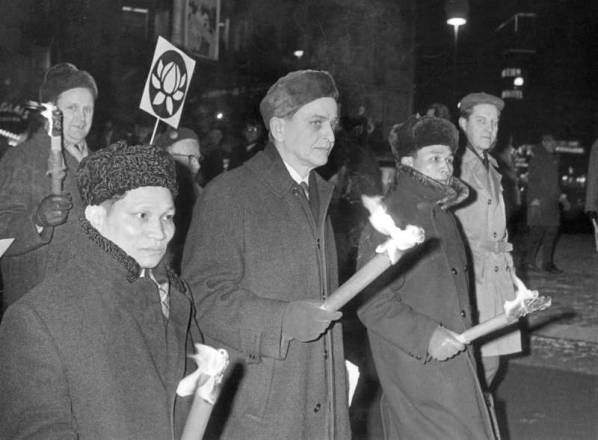
Palme se účastní protestů proti válce ve Vietnamu v únoru 1968

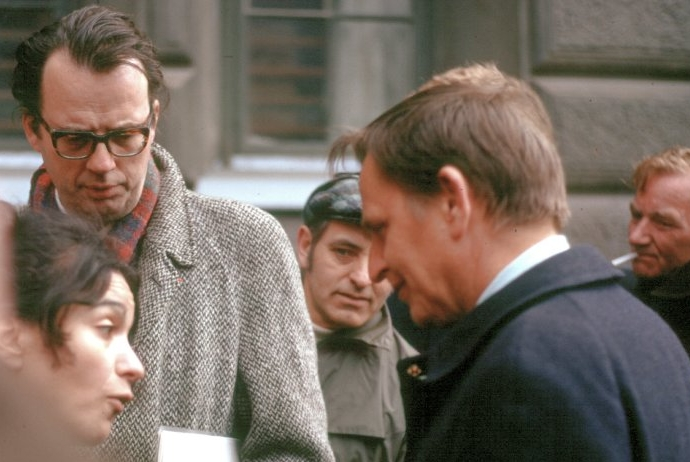
Palme na stockholmském náměstí Norra Bantorget, 1973

Jeho politická kariéra začala v roce 1953, když ho Tage Erlander, tehdejší premiér, zaměstnal jako osobního asistenta. Již v té době Palme formoval myšlenky, které poznamenaly jeho politickou práci: odstranění kolonialismu, právo na národní sebeurčení, potřeba nového ekonomického světového řádu, boj proti rasismu, sen o rovných právech; demokratizace vzdělávání.[zdroj?] Následoval přitom tradiční švédskou sociálnědemokratickou politiku. Věřil v silnou společnost, v níž jsou plná zaměstnanost a veřejný sektor dva nejdůležitější prostředky k větší rovnosti mezi různými sociálními skupinami i mezi pohlavími.[zdroj?] Jedna z jeho základních myšlenek byla představa o politice všeobecného blahobytu: všichni, bez ohledu na jejich zdroje, by měli mít prospěch ze státu blahobytu.[zdroj?]
Blízké přátelství a spolupráce s Tagem Elanderem pokračovaly i nadále, když se Olof Palme stal ministrem bez portfeje (1963), ministrem spojů (1965) a ministrem školství (1967). Bylo celkem logické, že po odstoupení Erlandera v roce 1969 byl zvolen předsedou švédské Sociálnědemokratické strany, čímž se stal také předsedou vlády.
V zahraničí i doma budil velký zájem a stal se známým politikem. Jeho zájem o mezinárodní otázky a sociální cítění se probudily už v mládí, když jako student procestoval značnou část Spojených států a Dálného východu.

## Vražda

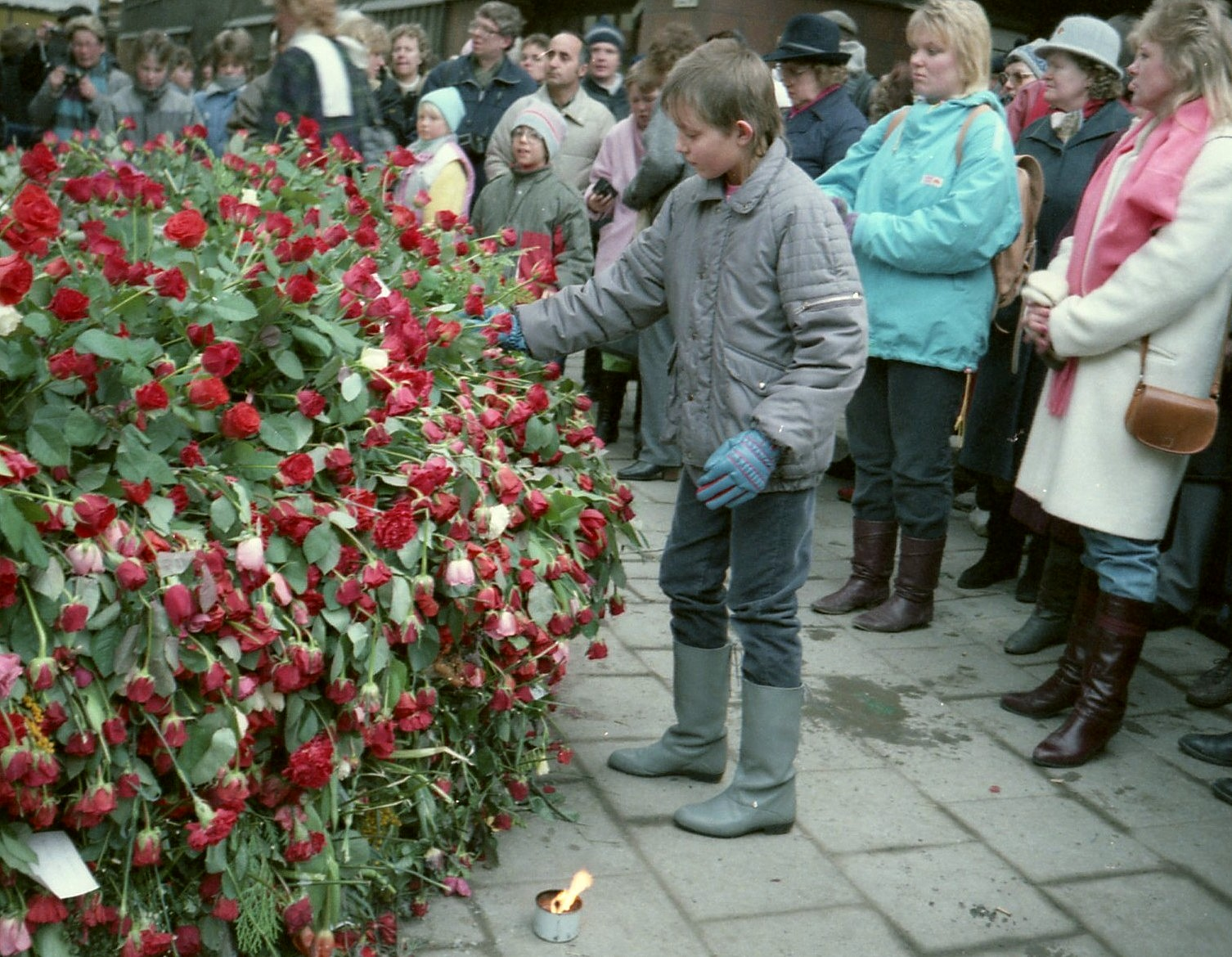
Pietní místo v místě vraždy na ulici Sveavägen, 1986

Byl velký řečník a agitátor. Jeho vášnivé odhodlání a plamenná rétorika budily ohlas doma i mimo Švédsko.
Olof Palme, jako obvykle bez ochranky, odcházel večer dne 28. února 1986 s manželkou domů z kina, když ze tmy vystoupil muž a zastřelil ho.
Dne 10. června 2020 švédští státní žalobci oznámili, že vědí, že vrahem byl jeden z podezřelých, Stig Engström, který ale v roce 2000 spáchal sebevraždu – proto bude vyšetřování zastaveno.

## Pohřeb
"Mír byl jeho nejdůležitější úkol," řekl Ingvar Carlsson, jeho nástupce, na jeho pohřbu, "protože viděl válku jako největší hrozbu pro lidstvo."